# Leonardo Maciel
Leonardo Maciel é um quadrinista brasileiro. Nascido em Brasília, é formado em Arquitetura, tendo trabalhado alguns anos na área após se formar até se mudar para São Paulo, onde, em 2009, começou a desenhar a série de quadrinhos Robits para a revista Recreio, passando a se dedicar exclusivamente ao trabalho de ilustrador desde então.
Maciel começou a fazer quadrinhos autorais com a produção de tiras de humor no site Nabunda Nada, que ficou no ar até 2014. Após o encerramento do site, participou de várias coletâneas, tais como 321: Fast Comics, Máquina Zero, A Samurai, Um Super: Especial de Natal e Pátria Armada: Visões de Guerra.
Em 2015, publicou de forma independente o romance gráfico Nos Bastidores da Bíblia: Êxodo, que contou com roteiro de Carlos Ruas. Este livro ganhou o Prêmio Angelo Agostini de melhor lançamento independente no ano seguinte.
Em 2016, passou a publicar seus trabalhos autorais no site Maciel Corporation, que, além de tiras de humor, também conta com quadrinhos de outros gêneros em histórias curtas e longas. Em 2017, lançou o romance gráfico Contos de Pellanor uma história de fantasia medieval protagonizada por Zahara Dulani, uma guerreira hurit da Ordem de Pellanor que tenta escapar de um vilarejo do qual é difícil escapar.